# اوبرزولم
اوبرزولم (به آلمانی: Obersulm) یک شهر در آلمان است که در هایلبرون واقع شده‌است. اوبرزولم ۱۳٬۸۷۸ نفر جمعیت دارد.